# Circolo del Golf di Roma Acquasanta
Der Circolo del Golf di Roma Acquasanta ist der älteste Golfplatz Italiens. Er zeichnet sich außerdem durch seine Lage auf einem ehemals heiligen Gelände inmitten antiker Ruinen aus.

## Geschichte
Rom wurde 1871 Hauptstadt Italiens, was die Gründung ausländischer, diplomatischer Vertretungen zur Folge hatte. Wie in anderen Ländern auch schufen die angelsächsischen Dauergäste, insbesondere die Angestellten der Botschaften, in der Folge eine Keimzelle des Golfsports. Bis 1929 wurden alle Dokumente des Clubs auf Englisch verfasst, die Sitzungen fanden in der britischen oder amerikanischen Botschaft statt. Das erste überlieferte Dokument, das die Existenz eines Golfclubs beweist, stammt vom 12. Januar 1903. Daraus geht allerdings hervor, dass der Club bereits einen Spielausschuss und eine Satzung hatte, so dass das Gründungsdatum vermutlich noch länger zurückliegt.
Ebenfalls 1903 berichtete ein Dr. Arthur Flach in einer Versammlung von einem Gelände, das sich zum Bau eines Golfplatzes eignete. Es sollte sich drei Kilometer von der Porta Maggiore in der Nähe des „heiligen Wassers“ befinden und genügend Raum für Golfplatz, Clubhaus sowie je einen Croquet- und Tennisplatz bieten. Ein lokaler Milchmann war angeblich bereit, den Transport zwischen Golfplatz und Stadt zu übernehmen. Dazu wurde den Clubmitgliedern eine besondere Atmosphäre versprochen, da die leicht hügelige Landschaft vom kleinen Fluss Almone durchquert wurde und verschiedene Ausblicke gewährte, so etwa auf das Aquädukt des Claudius, die Via Appia Antica und das Mausoleum der Cecilia Metella. Sogar San Giovanni in Laterano und die Kuppel des Petersdoms sollen sichtbar gewesen sein. Der Name Acquasanta (heiliges Wasser) leitet sich von einem römischen Ritus her, der sich bis ans Ende der Antike hielt. Dabei verehrte man den Fluss Almone als Quasi-Gottheit und veranstaltete jährlich am 27. März eine Prozession, bei der kultische Geräte in seinem Wasser gewaschen wurden.
Die Verleihung königlichen Patronats und damit das Führen des Adjektivs „real“ (königlich) im Namen scheiterte 1910 trotz Zustimmung des italienischen Königs am Widerstand eines einzelnen, ungenannt bleibenden Mitglieds. Dafür konnte der Platz im Jahr 1913 von 9 auf 18 Loch erweitert und das Clubhaus vergrößert werden. In den 1920er Jahren wurde der Platz abermals erweitert, so dass 9 Löcher eine Bewässerung für die Grüns bekamen. Die Transformation in einen italienischen Club fand 1930 ihren Abschluss, als Alfredo di Carpegna, der erste italienische Präsident, die Geschäfte übernahm. In diese Zeit fällt auch der Bau des heutigen Clubhauses.
Als die Faschisten an die Macht kamen, übernahm der Vertraute Mussolinis und spätere Außenminister Galeazzo Ciano das Kommando im Club. Neben einiger Bautätigkeit am Clubhaus und der Italianisierung von Golfbegriffen soll er sich insbesondere durch sein schlechtes Golfspiel ausgezeichnet haben, so dass die Caddies besondere Mühe damit hatten seine Bälle immer in spielbarer Lage zu „finden“. Im Januar 1944 besetzte die Wehrmacht Platz und Clubhaus, richtete jedoch keine größeren Zerstörungen an. Auch die alliierten Bomber verzichteten darauf, die deutschen Stellungen anzugreifen, laut Club-Historie eine absichtliche Schonung des „einzigen 18-Loch Platzes südlich von Florenz“ durch golfbegeisterte, britische Piloten. Tatsächlich konnte der Spielbetrieb schon kurz nach der Befreiung durch die Amerikaner im Juni wieder aufgenommen werden. Der Platz erfreute sich in der Folge großer Beliebtheit bei den Besatzern, aber auch die Mitglieder durften weiterhin spielen.
1968 wurden die ungeliebten Bauten des Ciano abgerissen, es kam erneut zu größeren Bautätigkeiten am Clubhaus. 1972 wurde letztmals Grund zugekauft, der Tennisplatz fiel 1986 einem Parkplatz zum Opfer.

## Golferische Aspekte

### Charakter
Acquasanta ist ein klassischer Parkland-Kurs nach englischem Vorbild, jedoch mit mediterraner Vegetation. Insbesondere die vielen Schirmpinien prägen das Bild, aber auch Ulmen und Pappeln wurden gepflanzt. Der Bach Almone, ein Zufluss des Tiber, mäandert durch die leicht hügelige Topographie und kommt an 8 Löchern ins Spiel. Die häufig stark bewegten Fairways sind breit und erlauben ein strategisches Spiel, das außerdem durch den fast vollständigen Verzicht auf Rough begünstigt wird. Das insgesamt sehr variable Layout wird komplettiert durch zumeist große und ondulierte Grüns.
Das technisch hervorstechendste Merkmal ist hier also die Ausgewogenheit. Fast jedes golferische Versatzstück kommt vor, seien es erhöhte oder blinde Abschläge, Gräben, Teiche, Hecken, den direkten Weg versperrende Bäume oder in den Wald gelegte Grüns. Die relativ flachen und unauffälligen Bunker werden, wie alle anderen architektonischen Elemente auch, äußerst dosiert eingesetzt, so dass trotz aller Vielfalt ein eher zurückhaltender, doch stets gepflegter Auftritt transportiert wird.
Die sportliche Herausforderung tritt dabei naturgemäß in den Hintergrund, Acquasanta lebt in erster Linie von der zeitlosen Optik eines altehrwürdigen Parklandkurses und kann sich in dieser Hinsicht durchaus mit den besten Plätzen Englands vergleichen.
Der Platzrekord liegt bei 63, aufgestellt 1967 von Roberto Bernardini und 1968 egalisiert vom Amateur Angelo Croce.

### Besondere Landmarken
Der zunächst in ruhiger Lage vor den Toren Roms gegründete Club befindet sich heute mitten in der Stadt, noch innerhalb der Ringautobahn. Das Stadtviertel Quarto Miglio wuchs um die Anlage herum, so dass Acquasanta heute einer der wenigen Golfplätze weltweit ist, die sich in zentraler Citylage befinden. Durch die rege Stadtentwicklung erhöhte sich jedoch der Geräuschpegel und einige Ausblicke, wie beispielsweise der auf das Grabmal der Caecilia Metella, gingen verloren. Das Aquädukt des Claudius ist jedoch noch von mehreren Stellen des Platzes sichtbar.
Als Kuriosität gilt der Hundefriedhof, der in der Gründerzeit von Mitgliedern angelegt wurde. Acquasanta war einer der wenigen Golfplätze Italiens, wo die Mitnahme von Hunden gestattet war. Nachdem Galeazzo Chiano das Areal, angeblich aus Aberglaube, zerstört hatte, wurde es in den 1950er Jahren wiederhergestellt.

## Bilder

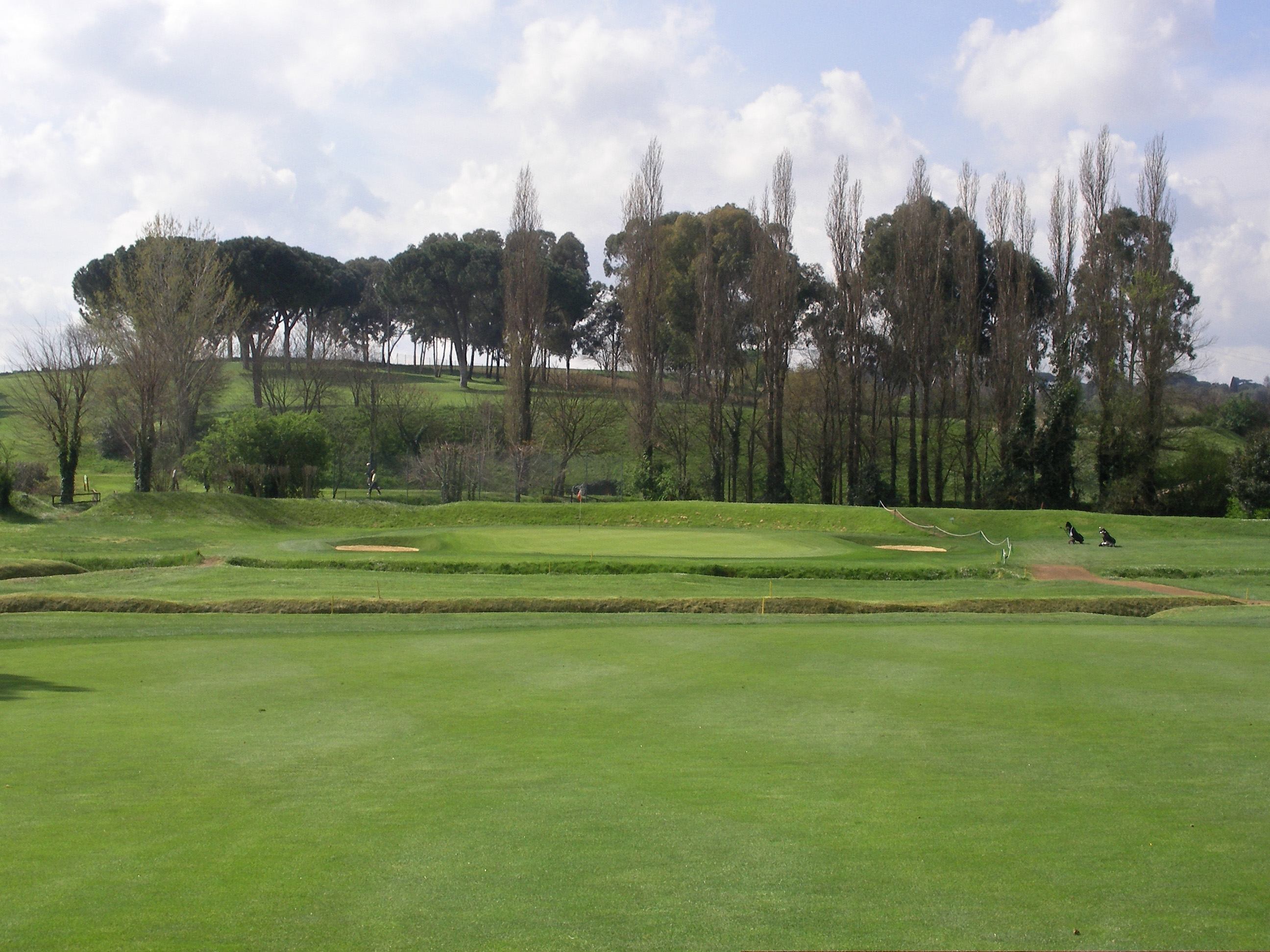
Grün 1 wird bewacht von zwei Seitenarmen des Almone, im Hintergrund der von Pappeln gesäumte Hauptarm.
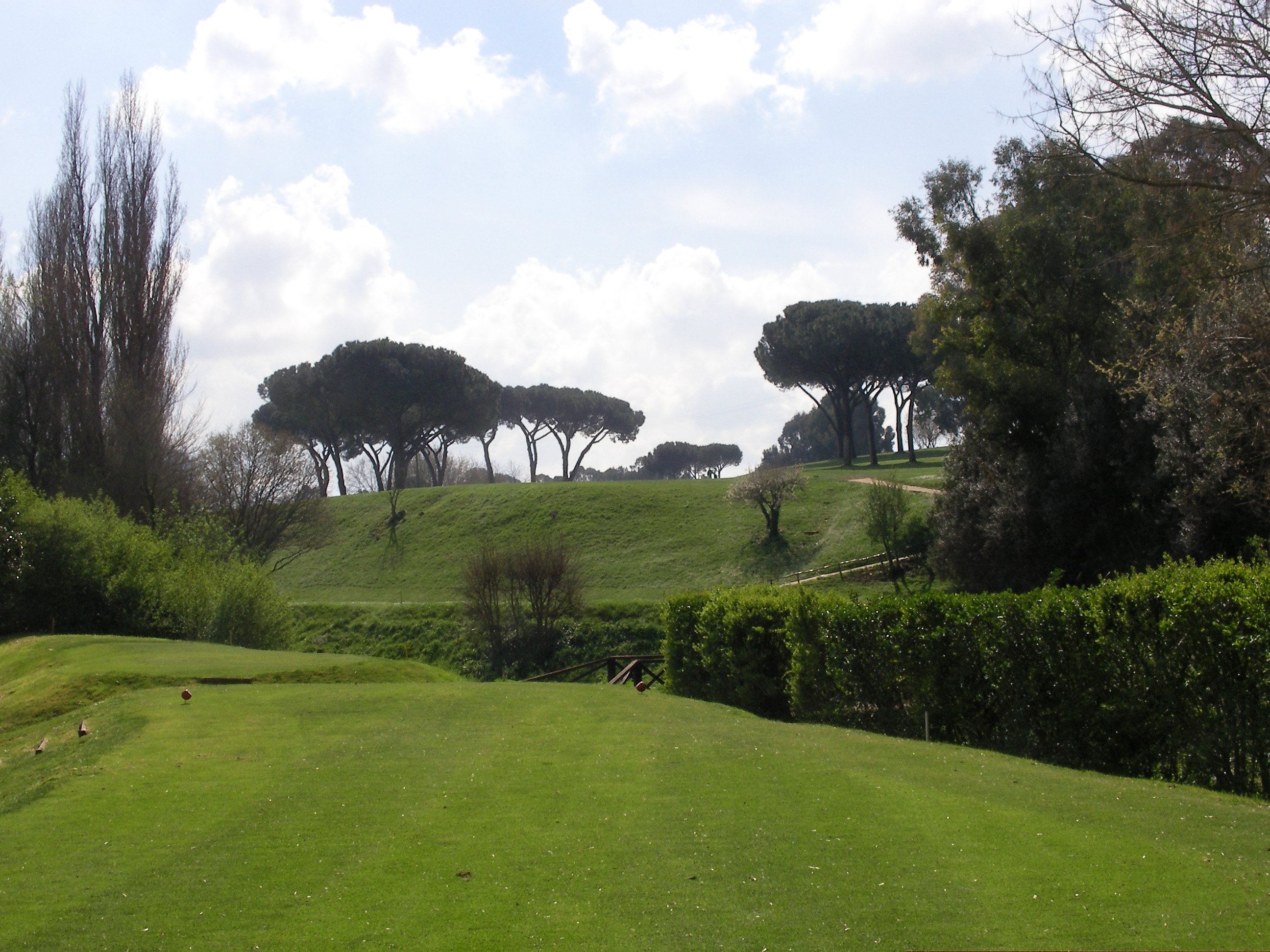
Der dritte Abschlag ist blind zwischen die Pinien auf ein erhöhtes und nach links hängendes Fairway zu spielen.
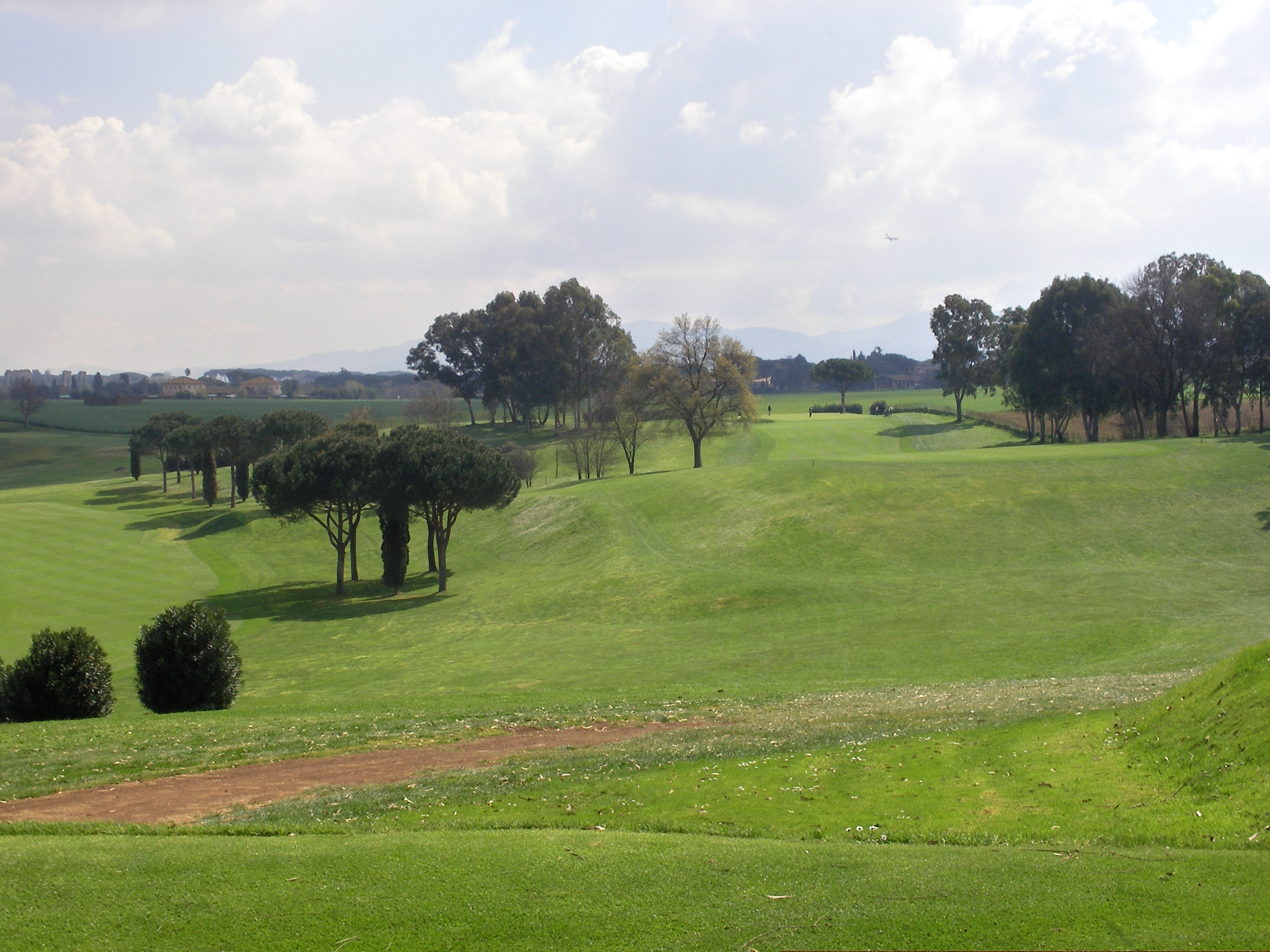
Abschlag 4 auf das Fairway rechts, im Hintergrund links das Aquädukt des Claudius.
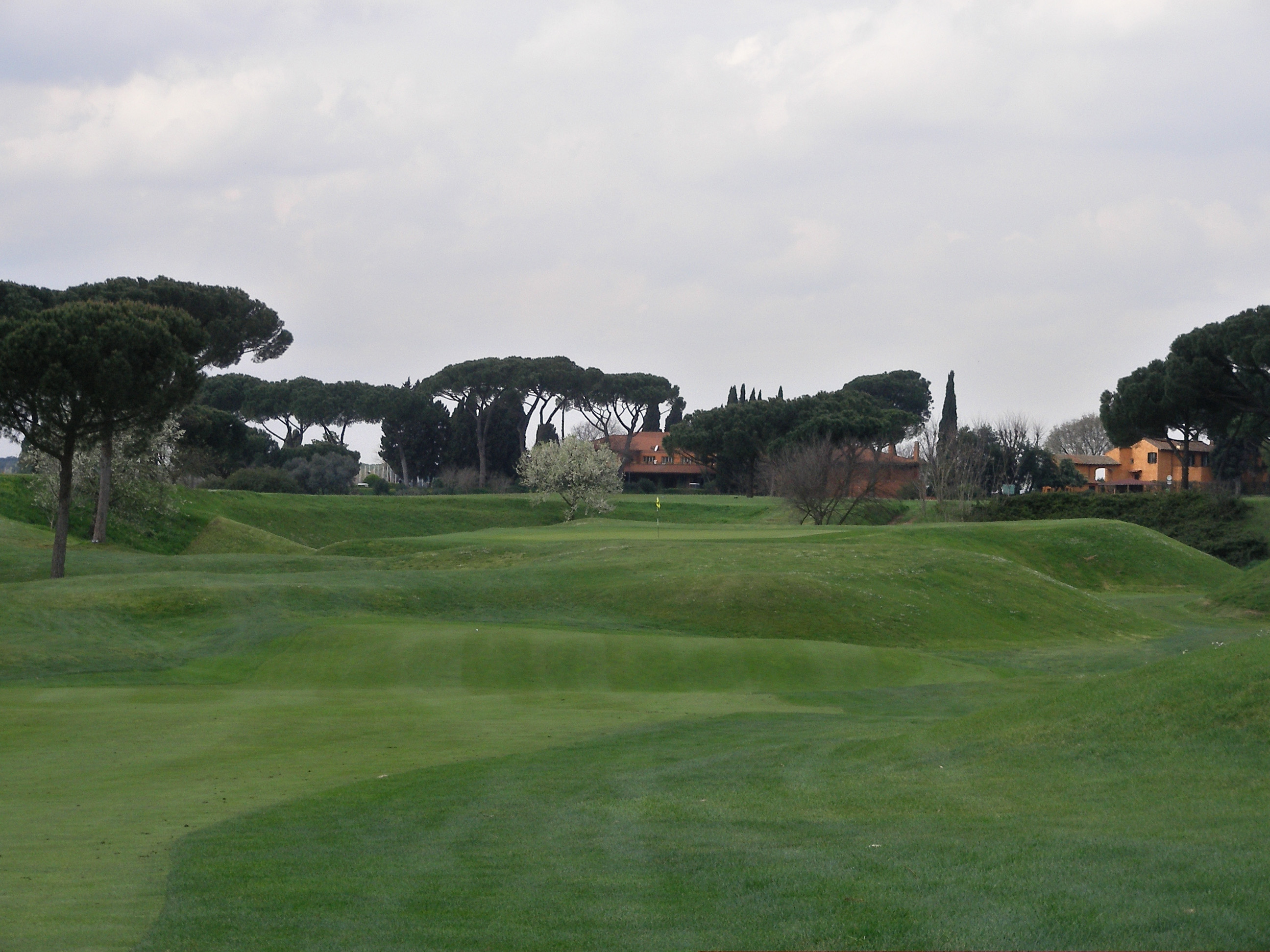
Das 8. Grün wird durch eine falsche Front verteidigt, die einen breiten und enorm tiefen Graben verdeckt.
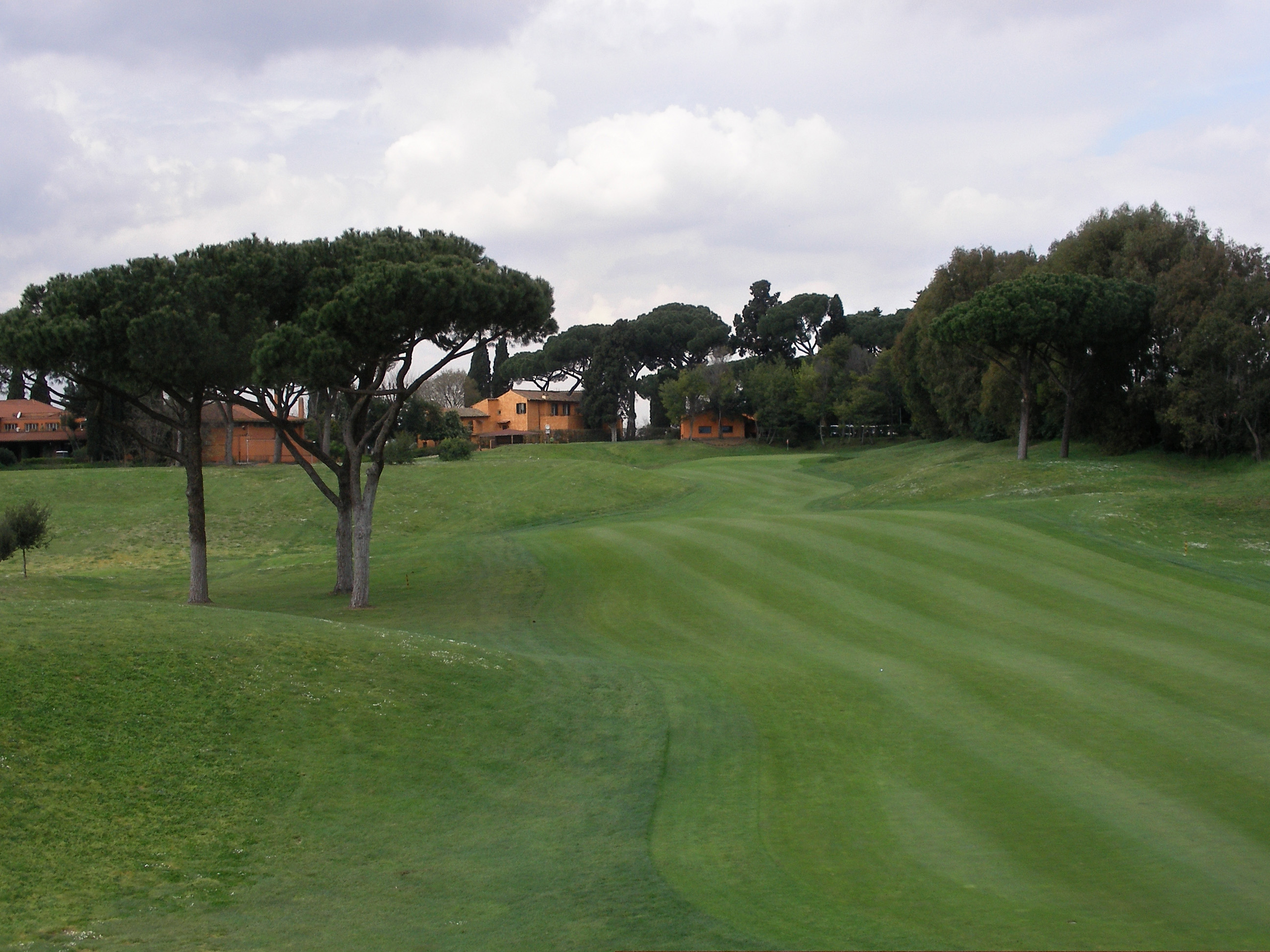
Das bewegte Fairway von Loch 9 erfordert einen langen und präzisen Abschlag.
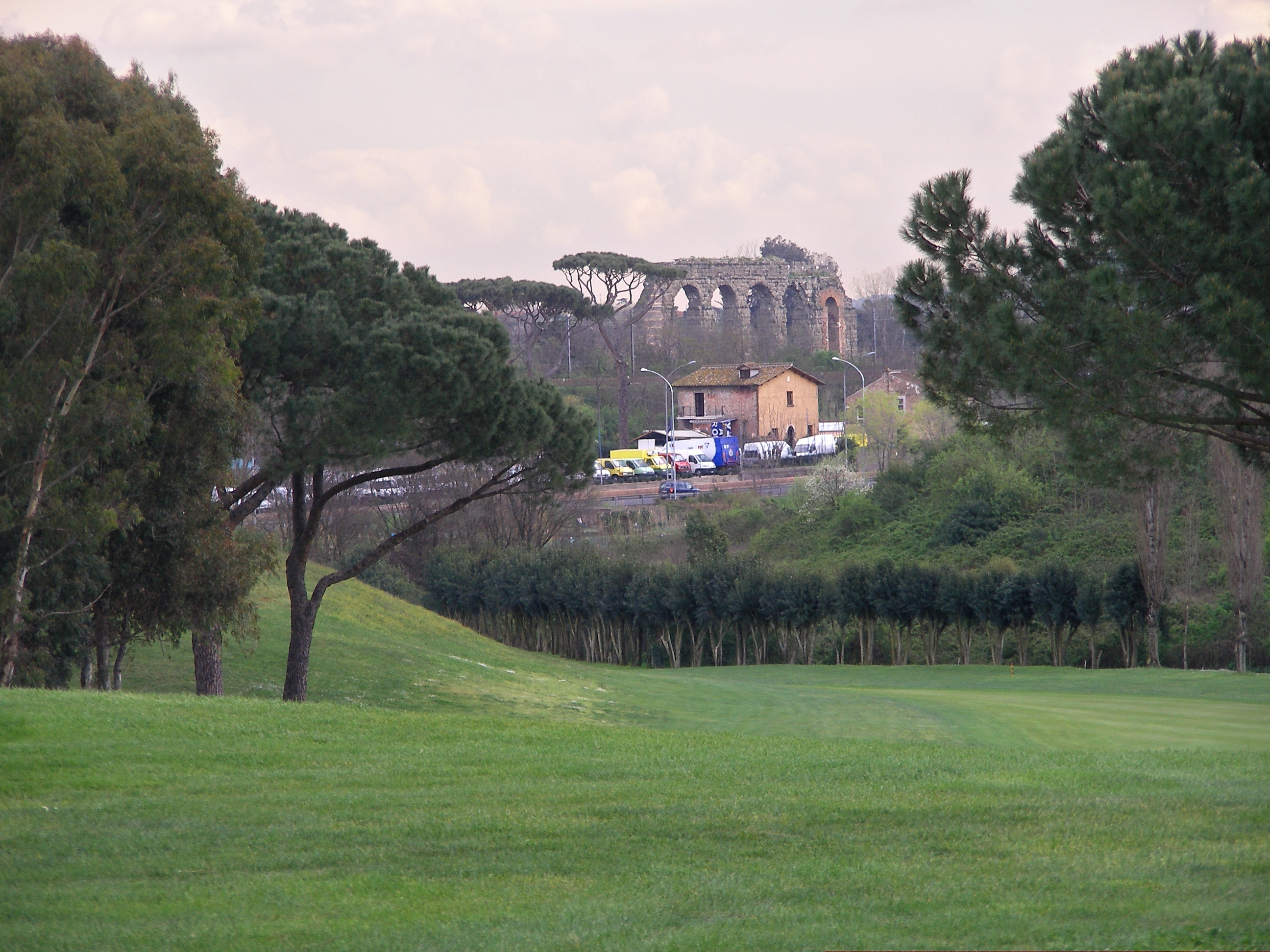
Blick vom 10. Grün: der Golfplatz liegt heute mitten in der Stadt.
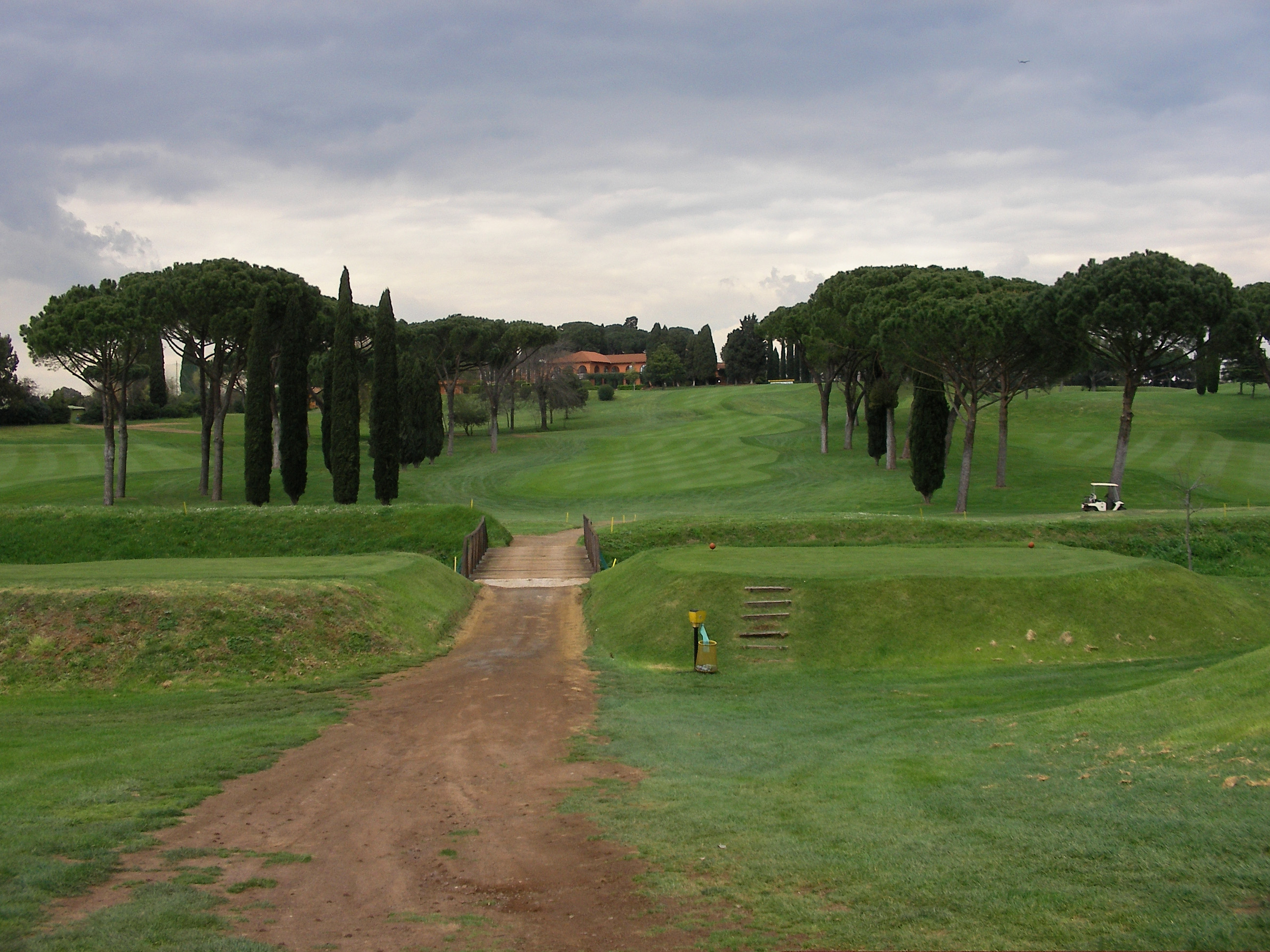
Abschlag 18 über den Almone auf ein von Pinien und Zypressen gesäumtes Fairway. Im Hintergrund ist das Clubhaus zu sehen.